# Gui de Vaucleroy
Gui Jean Gabrielle Marie Ghislain baron de Vaucleroy (Dendermonde, 28 september 1933) is een voormalig Belgische bestuurder.

## Levensloop
Gui De Vaucleroy, telg uit het geslacht De Vaucleroy, is van opleiding doctor in de rechten en licentiaat in de economische wetenschappen aan de Université catholique de Louvain.
Hij ging in 1960 aan de slag op de financiële afdeling van Delhaize, alwaar hij vanaf 1968 deel uitmaakte van het directiecomité. hij was er achtereenvolgens ondervoorzitter (1984-1989), afgevaardigd bestuurder (1990-1998 in opvolging van Guy Beckers) en voorzitter van de raad van bestuur (1998-2004). In deze laatste hoedanigheid werd hij opgevolgd door Georges Jacobs. In 1990 werd hij door de lezers van Trends-Tendances verkozen tot Manager van het jaar.
Tevens was hij voorzitter van het Verbond van Belgische Ondernemingen (VBO) van 1999 tot 2002. Hij volgde in deze hoedanigheid Karel Boone op, zelf werd hij opgevolgd door Luc Vansteenkiste. Na zijn voorzitterschap van het VBO ontving hij een adellijke promotie van jonkheer naar baron.
Hij is de vader van jhr. Jacques de Vaucleroy.